# Avenida Belgrano

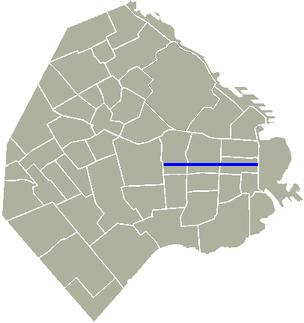
Lage der Avenida Belgrano in Buenos Aires

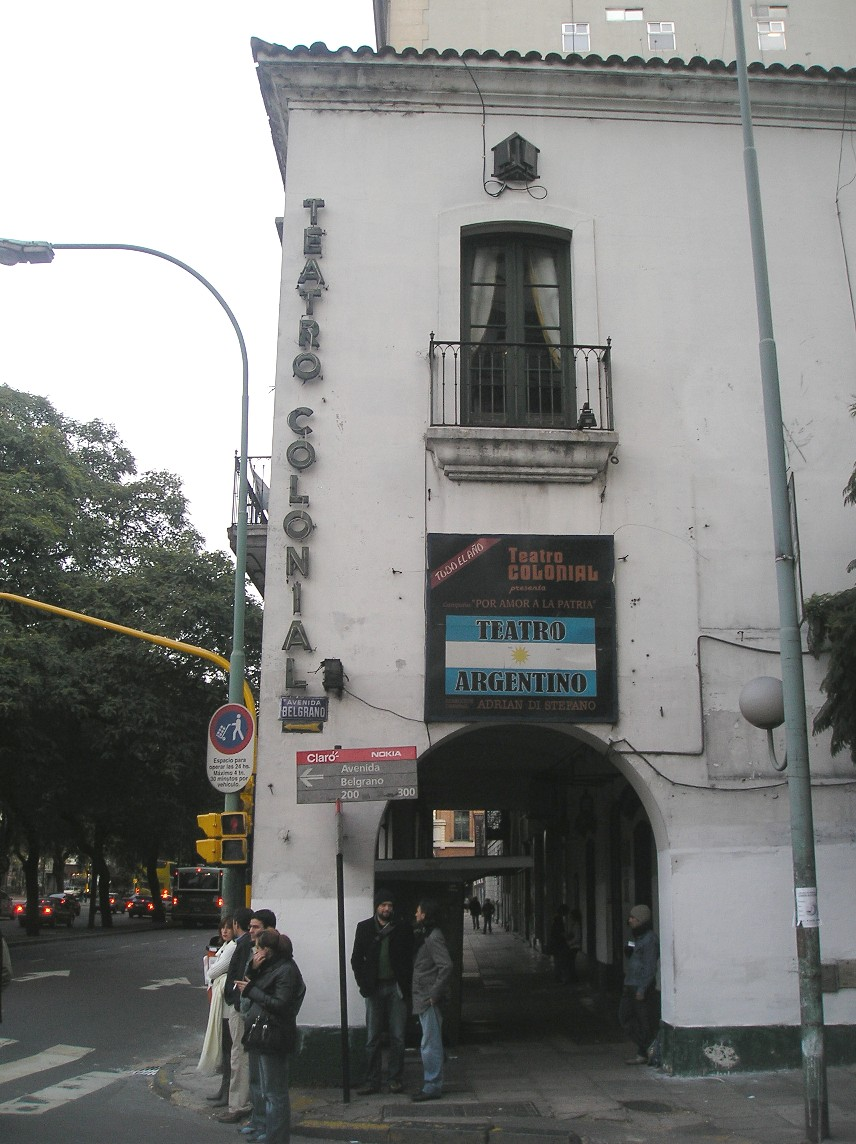
Das Teatro Colonial an der Av. Belgrano

Die Avenida Belgrano ist eine der Hauptverkehrsstraßen in der argentinischen Hauptstadt Buenos Aires. Sie wurde nach Manuel Belgrano, dem Schöpfer der argentinischen Flagge, benannt. 

## Überblick
Die Avenida Belgrano verläuft von Osten nach Westen. Sie beginnt zwischen den Becken 2 und 3 des Puerto Madero und kreuzt u. a. folgende wichtigen Straßen: Avenida Ingeniero Huergo, Avenida Paseo Colón, Avenida 9 de Julio, Avenida Entre Ríos, Avenida Jujuy und Avenida Boedo und durchquert dabei die Stadtteile Montserrat, Balvanera und Almagro, wo sie an der Calle Muñíz endet.
Von 1774 an hieß die Avenida zunächst Santo Domingo. 1807 wurde sie in Pirán umbenannt, 1822 erhielt sie ihren heutigen Namen, 1845 wurde ihr westlicher Abschnitt in Montserrat umbenannt, seit 1862 trägt sie in Gänze wieder den aktuellen Namen.

## Bauwerke entlang der Avenida
An der Kreuzung mit der Avenida Paseo Colón sieht man das Teatro Colonial. An der Hausnummer 350 findet man den Convento de Santo Domingo mit der Rosenkranz-Basilika (Basilica Nuestra Señora del Rosario), wo Manuel Belgrano seine letzte Ruhestätte fand. An der Ecke Calle Perú steht das Jugendstilgebäude Edificio Otto Wulf. Im Stadtteil Balvanera ist rechter Hand das Hospital Español zu sehen. An der Calle Pasco sieht man die Basilika St. Rosa von Lima.